# Phlebiastes elymi
Phlebiastes elymi är en insektsart som beskrevs av Alexander Fyodorovich Emeljanov 1961. Phlebiastes elymi ingår i släktet Phlebiastes och familjen dvärgstritar. Inga underarter finns listade i Catalogue of Life.